# Перевертні в погонах
«Перевертні в погонах» — термін, поширений у пресі та суспільстві. У широкому сенсі «перевертні в погонах» — позначення будь-яких співробітників правоохоронних органів, які скоюють злочини (у тому числі корупційні) під прикриттям своїх звань і посад.